# Watercolour days
Watercolour days is het derde studioalbum van Clouds, het kwam uit in 1971. Watercolour days betekende tevens het eind van Clouds. Het album is opgenomen in de Morgan Studio te Londen met manager/geluidstechnicus Terry Ellis en geluidstechnicus John Burns achter de knoppen. Jethro Tull zat Clouds in de weg, Ellis was daar ook manager van en maakte door het succes van die band dat Clouds er een beetje bij kwam te hangen. Ook Chrysalis Records was niet echt meer geïnteresseerd in een nieuw album en zo kwam de band in het luchtledige te zitten. Pers en publiek lieten het afweten en de band hief zichzelf op. 

## Musici
- Billy Ritchie – toetsinstrumenten, zang
- Ian Ellis – basgitaar, mondorgel, zang
- Harry Hughes – slagwerk

## Muziek
| Nr. | Titel                           | Duur |
| --- | ------------------------------- | ---- |
| 1.  | Watercolour days (Ritchie)      | 5:28 |
| 2.  | Cold sweat (Ellis, Ritchie)     | 3:36 |
| 3.  | Lighthouse (Ellis)              | 5:03 |
| 4.  | Long time (Ritchie, Ellis)      | 4:38 |
| 5.  | Mind of a child (Clouds)        | 2:51 |
| 6.  | I know better than you (Clouds) | 2:53 |
| 7.  | Leavin’ (Ritchie)               | 3:25 |
| 8.  | Gett off my farm (Clouds)       | 3:27 |
| 9.  | I am the melody (Ritchie)       | 2:44 |

(Island Records verzorgde de distributie)